# 장성고등학교
장성고등학교(長城高等學校)는 대한민국 전라남도 장성군 장성읍 영천리에 위치한 사립 고등학교이다.

## 학교 연혁
- 1974년 3월 2일 : 전북 고창군 성송면에 송파학원 고창남중학교 설립
- 1974년 10월 17일 : 초대 이사장 송파(松坡) 반재동(潘在潼) 선생 취임
- 1984년 11월 27일 : 장성고등학교 설립 인가
- 1985년 2월 25일 : 본관 신축 및 송파학사(기숙사) 준공
- 1985년 3월 1일 : 초대 양회순 교장 취임 및 제1회 입학식(8학급 464명)
- 1994년 12월 31일 : 각종 특별교실(예절실, 방송실, 가사실, 어학실, 컴퓨터실, 과학실, 상담실, 도서실, 음악실, 미술실, 양호실) 완공
- 1996년 2월 28일 : 실내 체육관(송파관) 준공(1,650m2 규모)
- 1998년 10월 20일 : 검도 수련관 준공(330m2 규모)
- 1999년 5월 15일 : 골프 연습장 완공(10타석)
- 2003년 10월 24일 : 도서관 리모델링 완료
- 2005년 3월 18일 : 우정학사 완공
- 2006년 9월 1일 : 전라남도교육청 지정 농어촌 1군1우수고 정책 연구학교 선정 자율학교 선정
- 2012년 7월 31일 : 기숙사(1호관) 및 식당 증축(1,908m2)
- 2013년 3월 1일 : 선진형 교과교실제 운영
- 2020년 9월 8일 : 자율학교 지정 5년간 (2021. 3. 1. ~ 2026. 2. 28.)
- 2020년 11월 5일 : 고교학점제 교육부 연구학교 선정
- 2023년 3월 31일 : 공간혁신사업(도서관 현대화, AI교실, 미래형 학습공간, 진로카페, 토의토론실, 역사관) 완성
- 2024년 11월 1일 : 제5대 이사장 반영수 선생 취임
- 2025년 1월 10일 : 제38회 졸업식 (남 79명, 여 48명 계 127명) (총졸업생 수 남 6,506명, 여 5,312명 계 11,818명)
- 2025년 3월 1일 : 제10대 교장 양창열 선생 취임
- 2025년 3월 4일 : 제41회 입학식 (남 67명, 여 70명 계 137명)

## 참고 자료
- 장성고등학교 - 한국교육학술정보원 학교알리미